# Skolan för elektro- och systemteknik (KTH)
Skolan för elektro- och systemteknik (EES) (KTH School of Electrical Engineering) var en av tio skolor vid Kungliga Tekniska högskolan i Stockholm. EES var en sammanslagning av de tre institutionerna Alfvénlaboratoriet, Elektrotekniska System samt Signaler, Sensorer och System (S3). Verksamheten uppgick 1 januari 2018 i Skolan för elektroteknik och datavetenskap, en av fem nuvarande skolor vid KTH. 
Skolchef (dekan) var professor Stefan Östlund. Skolan bedrev civilingenjörsutbildningen inom Elektroteknik och 5 masterprogram på engelska: elkraftteknik, elektrofysik, nätverkssystem, systemteknik och robotik samt trådlösa system. Skolan bestod av nästan 40 professorer och forskare, cirka 250 doktorander,  drygt 70 lärare och cirka 50 teknisk och administrativ personal. Omsättningen var cirka 398 miljoner SEK, varav cirka 236 miljoner SEK extern finansiering år 2014.

## Avdelningar
- Elektroteknisk teori och konstruktion, avdelningschef professor Rajeev Thottappillil
- Elkraftteknik
- Fusionsplasmafysik
- Kommunikationsnät
- Kommunikationsteori
- Mikro- och nanosystem
- Reglerteknik
- Rymd- och plasmafysik
- Signalbehandling

## Forskningscentra
- ACCESS (Autonomic Complex Communication nEtworks, Signals and Systems)
- Alfvénlaboratoriet
- EKC² (Elkraftcentrum)

## Alumner i ett urval
- Nobelpristagare och prof. Hannes Alfvén
- Professor Erik G. Hallén
- Professor Lina Bertling